# Hypena incisa
Hypena incisa là một loài bướm đêm trong họ Erebidae.